# Burn the Witch
Burn the Witch (Originalschreibweise BURN THE WITCH) ist eine japanische Manga-Serie, die von Tite Kubo geschrieben und gezeichnet wurde. Die Geschichte startete 2018 als Einzelkapitel und wird seit 2020 dann als Serie fortgeführt. Sie spielt im Universum der Mangaserie Bleach, die ebenfalls von Tite Kubo stammt. Die zwei Hexen Noel Niihashi und Ninny Spangcole arbeiten für den westlichen Zweig der Soul Society in Reverse London. Ein vom Studio Colorido produzierter Anime-Film wurde im Oktober 2020 uraufgeführt, 2023 folgte eine Original Video Animation.

## Inhalt
Im Verborgenen existiert neben dem normalen London auch die Stadt Reverse London, in der magisch begabte Menschen leben, die Drachen sehen können. Die Drachen, die oft eine Gefahr für die Menschen darstellen, werden von mehreren Organisationen beobachtet und in Schach gehalten. Für die normalen Menschen, auch in Reverse London, ist der Kontakt mit Drachen strengstens untersagt. Nur wenigen ist der Kontakt erlaubt. Zu ihnen gehört Balgo Parks, ein Drachenbesessener. Die Aufsicht über ihn führen die jungen Hexen und Schülerinnen Ninny Spangcole und Noel Niihashi, die für die Organisation Piper auch andere Drachen beobachten und sich um Drachenaufzuchten kümmern. Dafür erhalten sie Geld und Bewertungspunkte. Ninny ist zudem noch im normalen London eine berühmte Sängerin. Ihre Partnerin Macy Baljure hat jedoch gerade erst das Duo verlassen und Ninny wird daher von der Klatschpresse verfolgt, auch wenn ihre Karriere nicht in Gefahr zu sein scheint.
Den größten Ärger macht jedoch immer Balgo, der in Noel verliebt ist und seinen Drachenhund Osushi nicht im Griff hat. Außerdem zieht er Drachen an. Als es so mit einem Dark Dragon zu einem gefährlichen Zwischenfall kommt, in dem die beiden Hexen die Stadt vor dem Drachen retten müssen, beschließt die Organisation Top of Horns, Balgos Status aufzuheben und ihn für alle Hexen zur Tötung freizugeben. Bruno von Top of Horns hat sich dafür eingesetzt, um selbst Balgo zu erledigen und so den Ruhm zu ernten. Die beiden Hexen und der Junge wissen noch nichts davon, als sie zur Suche nach einem illegal aufgezogenen Drachen geschickt werden. Da kommt es zur Explosion an der Redaktion einer Klatschzeitung, hinter der Macy zu stecken scheint, die einen Drachen bei sich führt. Sie wollte sich an der Zeitung für die Berichte rächen. Den Drachen, Ellie, hat sie seit einiger Zeit im normalen London gefunden und aufgezogen. Da kommt Bruno dazu, der das alles arrangiert hat, um Balgo zu fangen. Doch die beiden Hexen stellen sich ihm entgegen und können schließlich sowohl Balgo als auch Macy in Sicherheit bringen.
Nachts werden sie jedoch von Bruno angegriffen. Balgo wurde inzwischen als vogelfrei erklärt und es entbrennt ein Kampf. Im Laufe dessen taucht Ellie auf und mischt sich ein. Dann verwandelt sie sich im Mondlich zu einem viel größeren und stärkeren Drachen. Macys Aufzucht entpuppt sich als „Märchen“ – einer der legendären Dark Dragon Londons mit dem Namen Cinderella. Sie richtet große Zerstörungen an und Bruno will sich zunächst ihr widmen. Auch die Hexen versuchen, ihm zu helfen, aber Cinderella ist zu stark. Auch Macy muss einsehen, dass der von ihr geliebte Drache nicht mehr auf sie hört. Als alle Kämpfer auch gemeinsam keine Chance gegen den legendären Drachen haben, wird er heimlich von Vorgesetzten Ninnys und Noel getötet. Zwar wird offiziell Bruno als Held geehrt, doch er setzt sich für eine Rehabilitierung Balgos ein, der der Organisation inzwischen nützlich scheint. Die beiden Hexen jedoch haben wenig von ihrem Einsatz und werden von ihrem Chef nun auch noch mit der Betreuung Macys betraut.

## Veröffentlichungen

### Manga
Burn the Witch wurde von Tite Kubo geschrieben und gezeichnet. Es wurde erstmals als 62-seitige Kurzgeschichte in der 33. Ausgabe von Shūeishas Magazin Shūkan Shōnen Jump am 14. Juli 2018 veröffentlicht. Im März 2020 wurde angekündigt, dass eine Miniserie in als Begleiter für den ebenfalls angekündigten Film veröffentlicht wird. Der erste Teil von Burn the Witch ist eine Fortsetzung des One-Shot-Kapitels und lief vom 24. August bis 14. September 2020 vier Wochen lang im Shūkan Shōnen Jump. Im letzten Kapitel wurde eine Fortsetzung angekündigt. Shūeisha veröffentlichte am 2. Oktober 2020 die bisher erschienenen Kapitel in einem 260-seitigen Tankōbon-Band.
Für Deutschland sicherte sich der Verlag Tokyopop die Lizenz an dem Manga und veröffentlichte den ersten Band im März 2021. Die Übersetzung stammt von Martin Bachernegg. Bei Viz Media erschien der Manga auf Englisch, bei Editorial Ivréa auf Spanisch und bei Planet Manga auf Italienisch.

### Anime
Im März 2020 wurde bekannt gegeben, dass die Serie eine Anime-Verfilmung von Studio Colorido unter der Regie von Tatsurō Kawano erhalten wird. Das Drehbuch schrieb Chika Suzumura und die künstlerische Leitung lag bei Kunihiko Inaba. Das Charakterdesign entwarf Natsuki Yamada und für die Kameraführung war Kasumi Tōgō verantwortlich. Die Tonarbeiten leitete Keiichiro Miyoshi und die Musik komponierte Keiji Inai. Das Titellied für den Film ist Blowing, gesungen von Nil. Der Film Burn the Witch adaptiert die ersten Kapitel.
Der Film wird von Shochiku vertrieben und wurde am 2. Oktober 2020 in Japan uraufgeführt. Crunchyroll veröffentlichte den Film ab dem 1. Oktober 2020 als dreiteilige Miniserie in Originalton mit Untertiteln und beauftragte eine deutsche Synchronisation, die am 15. März 2021 auf der Plattform veröffentlicht wurde. In Südostasien hat Muse Communication den Film lizenziert und auf YouTube veröffentlicht.
Am 29. Dezember 2023 folgte die Veröffentlichung einer Original Video Animation unter dem Titel Burn the Witch #0.8. Die OVA wurde zeitgleich auch per Streaming auf der Plattform Crunchyroll veröffentlicht. Die Produktion entstand durch das gleiche Team wie der Film, als Studio war nun auch team Yamahitsuji beteiligt. Der 29 Minuten lange Anime erzählt eine Vorgeschichte zur Handlung des Films, in der Balgo Ninny kennenlernt und bei einem Angriff von Drachen bekannt wird, dass er ein Drachenbesessener ist.
| Rolle              | japanischer Sprecher (Seiyū) | deutsche Sprecher |
| ------------------ | ---------------------------- | ----------------- |
| Noel Niihashi      | Yuina Namada                 | Franciska Friede  |
| Ninny Spangcole    | Asami Tano                   | Liza Ohm          |
| Balgo Parks        | Shimba Tsuchiya              | Tim Kreuer        |
| Billy Banx Jr.     | Hiroaki Hirata               | Martin May        |
| Osushi-chan        | Rie Hikisaka                 |                   |
| Wolfgang Slashhaut | Makoto Terada                | Jürgen Holdorf    |
| Bruno Bangnyfe     | Chikahiro Kobayashi          | Daniel Schütter   |
| Sullivan Squire    | Haruka Shimizu               | Eva Michaelis     |
| Roy B. Dipper      | Miuo Tanaka                  | Marc Seidenberg   |
| Macy Baljure       | Saori Hayami                 | Jannika Jira      |